# Čokovoko
Čokovoko byla brněnská parodicky-rapperská dívčí skupina působící v letech 2006–2016 ve složení Zuzana Fuksová a Adéla Elbel. Ty svou tvorbu charakterizovaly jako „dopravní nehodu, na niž se téměř všichni podívají, ačkoli jsou poté otřeseni“. Svým provokativním repertoárem a nekonvenčním stylem se staly zdrojem vyhraněných reakcí, kdy svou tvorbou vzbuzují buď nadšení, nebo odpor.
Ke šlágrům kapely patřila píseň „Etapy v životě ženy“, která je apelem na sebeuvědomění a emancipaci žen a skladba „Sebevražda“.

## Styl
Čokovoko se prezentovalo naivně primitivním stylem rozvracejícím stereotypy, a výstředními, vulgarismy hýřícími texty bez ostychu nastolovat jakákoli témata a ironizovat cokoliv včetně sebe samých. Z technicky nedokonalé interpretace skladeb byla činěna přednost a značka. Podle Musicserveru tím zpěvačky „nastavují zrcadlo drsným hiphopperům, maloměšťákům i konzumní společnosti“. Klíčovou roli představovaly texty přednášené na způsob hip hopu, respektive rapu, spíše ovšem ve formě recitace, a hudební doprovod (zpočátku hlavně převzatý, ale i vlastní) měl pouze sekundární, doprovodnou úlohu. Příklon k hip hopu nebyl primárním záměrem dua – členky podle vlastního vyjádření jen o trochu více ovládaly mluvené slovo než zpěv.
Lidovky zhodnotily formu provedení repertoáru „téměř jako feministickou“. Slovenský deník Pravda uvedl, že dívčí sestava v textech spojuje nespojitelné a celkový dojem vyznívá drsně i vtipně zároveň. Koncertní vystoupení excentricky provokativního dua byla hrána v kostýmech ze second handů, nebo si je členky vyráběly samy.

## Témata
Texty se nevyhýbaly kontroverzní ani tabuizované tematice, s níž pracovaly bez obalu a zároveň s poetickou hravostí.
Píseň „Perioda“ se zabývá menstruací, „Autostimulace“ pak masturbací, přičemž text využívá folklórního základu pro tvorbu co nejvíce synonym a eufemismů pro označení ženské masturbace a pohlavních orgánů. Ve skladbě „Sebevražda“ je reflektováno suicidium Karla Svobody („Karel Svoboda věděl jak se ruší žal, proč proti sobě obrátil samopal?“) a zmíněno je také utonutí Miroslava Tyrše, jakožto akt sebevraždy.
Textem písně o Evě Pilarové („Evo!“) přispěl brněnský přítel zpěvaček a obdivovatel Pilarové. Podle Elbel nebyla skladba výsměchem, ale nejvýše škádlením, ačkoliv bulvár se z písně snažil vyrobit skandál. Ve skladbě ostatně není Pilarové příjmení nikde řečeno, adresáta lze vytušit pouze z kontextu. 
V animovaném videoklipu k písni „Štěstí“ se objevily hlavy osobností jako Egon Bondy, Milada Horáková, Madonna, Cindy Crawford, Barack Obama či Michael Jackson, kteří jsou „propojeni se ctí a ne-štěstím“.

## Historie

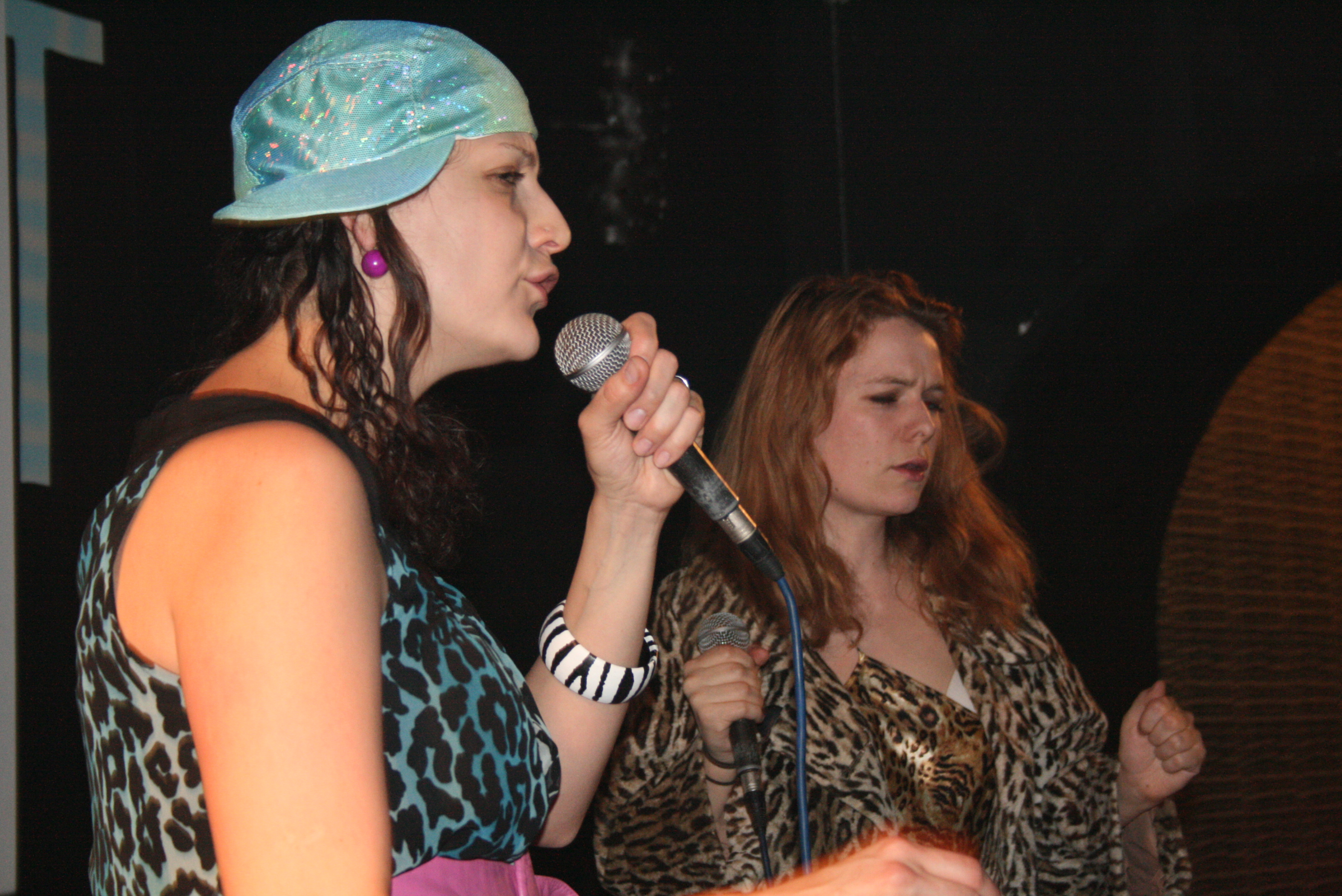
Duo tvořené Adélou Elbel (vlevo) a Zuzanou Fuksovou při vystoupení v Desertu 2009

Duo se zformovalo v roce 2006. Založily jej Zuzana Fuksová (* 1983) a Adéla Elbel (* 1981). Inspirací k názvu „Čokovoko“ se stala vycházka, během níž kamarád Elbelové prohlásil o svém psu, že má „rozšířené čokovoko“, čímž měl na mysli řitní otvor.
Dne 1. dubna 2011 skupina vydala oficiální debutové studiové album Hudba. Pojmenování nahrávky autorky zdůvodnily slovy: „Nové CD se jmenuje Hudba, protože pod mluveným slovem máme hudbu. A toto spojení je snad pěkné.“ Oproti nepůvodním samplům k starším textům na desce využily originální hudební základ nahraný Tominem Kelarem, s příměsí indických prvků a částí produkce skupiny Synkopy 61 (citace ve skladbách „Monagamie“ a „Dresink“) nebo od trampské kapely Los Brňos. Cílem nahrávky se stalo nezopakovat žádné slovo dvakrát, s výjimkou pomocných sloves a zájmen. Album doprovodilo turné Co Češka, to muzikantka tour, v sedmnácti městech a navazující koncertní šňůra Dva akordy a žádná pravda.
V dubnu 2009 Čokovoko vystoupilo v brněnském klubu Desert na podporu filmového festivalu Mezipatra, mimo jiné s písní „Homosong“, v níž zazněla kritika skutečnosti, že tehdejší primátor Roman Onderka a zastupitelstvo města akci nepodpořili. Na vystoupení v rámci Prague Pride 2011 pak dvojice vyjádřila podporu osvojování dětí stejnopohlavními páry, když se Adéla Elbel stala překladatelkou Fellerovy pohádky Jedno morče a dvě mámy o lesbickém rodičovství. Stejný rok zpěvačky natočily s kapelou Midi lidi skladbu „Adopce“ k filmu Petra Marka Nic proti ničemu, soutěžícímu na karlovarském filmovém festivalu.
V únoru 2012 si v Paláci Akropolis obě zahrály na dvojkoncertu s ženskou bigbítovou kapelou Zuby nehty. K osvětové kampani Lucie Bittalové v prevenci karcinomu děložního čípku složilo Čokovoko roku 2015 eponymní skladbu „Měsíc raka“, v níž využilo odlehčených rýmů vyzývajících k pravidelným prohlídkám: „Nech se vyšetřit, jestli nemáš raka, ať neleštíš svrchu oblaka … Chodila jen k zubaři, nikdo nezkontroloval její dolní nádraží.“
Roku 2015 se duo zúčastnilo vystoupení Moja duša došla do ritě: Koncert pro Lenku Zogatovou v brněnské Flédě, jakožto připomínku úmrtí organizátorky brněnského uměleckého života, která mimo jiné se skupinou úzce spolupracovala. V říjnu 2016 byla dvojice součástí koncertu Havel@80 konaného v Lucerně, na němž hudebníci nezávislé scény oslavili nedožité osmdesáté jubileum Václava Havla. Od té doby je Čokovoko nečinné a jeho členky se věnují vlastním projektům.

## Diskografie
- 2008 – Best Of (neoficiální, volné internetové stažení[8])
- 2011 – Hudba (Mamka records)

## Nominace a ceny
- 2011: Vinyla – nominace v kategorii Deska roku za album Hudba[20]

## Galerie

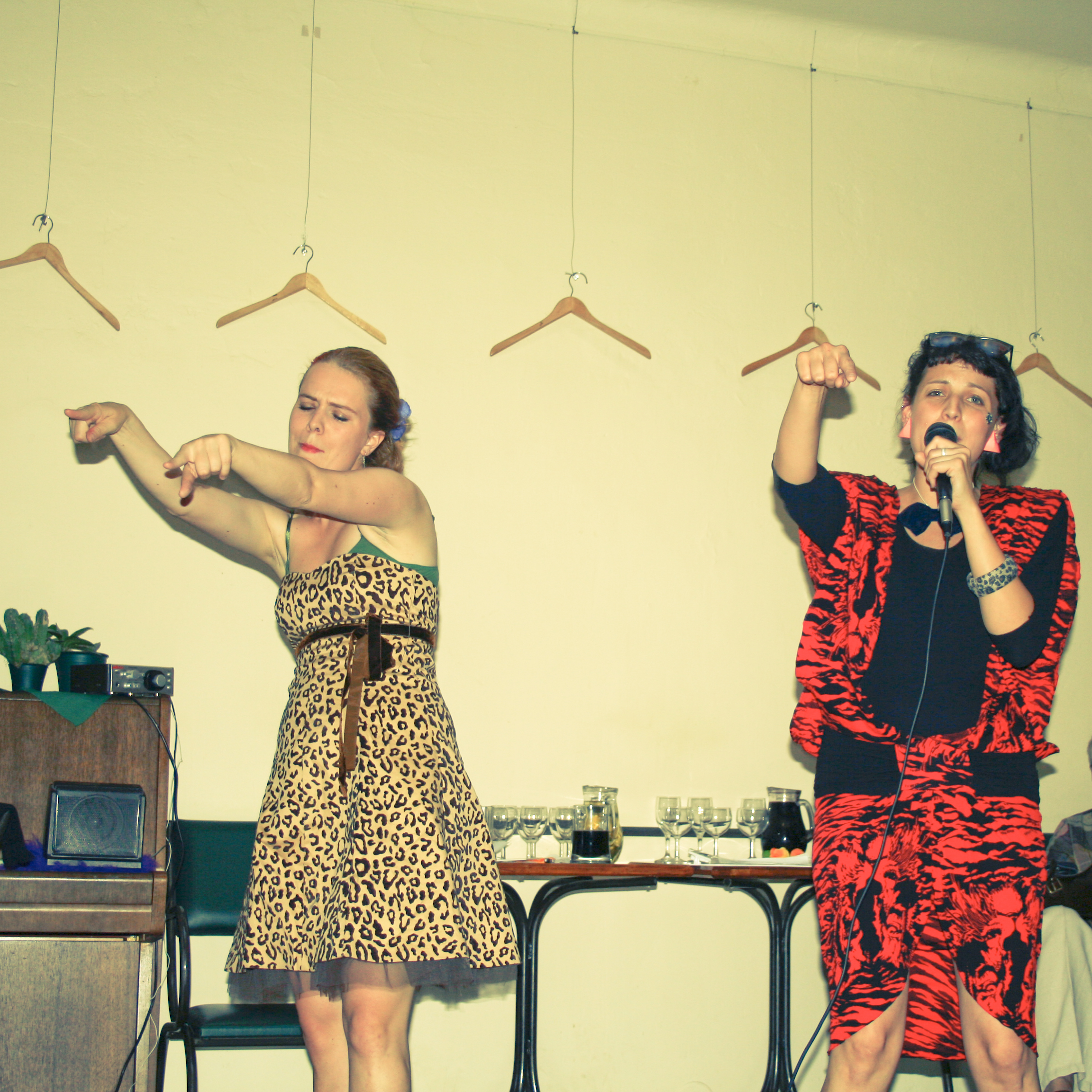
Kavárna Spolek Brno (2007)
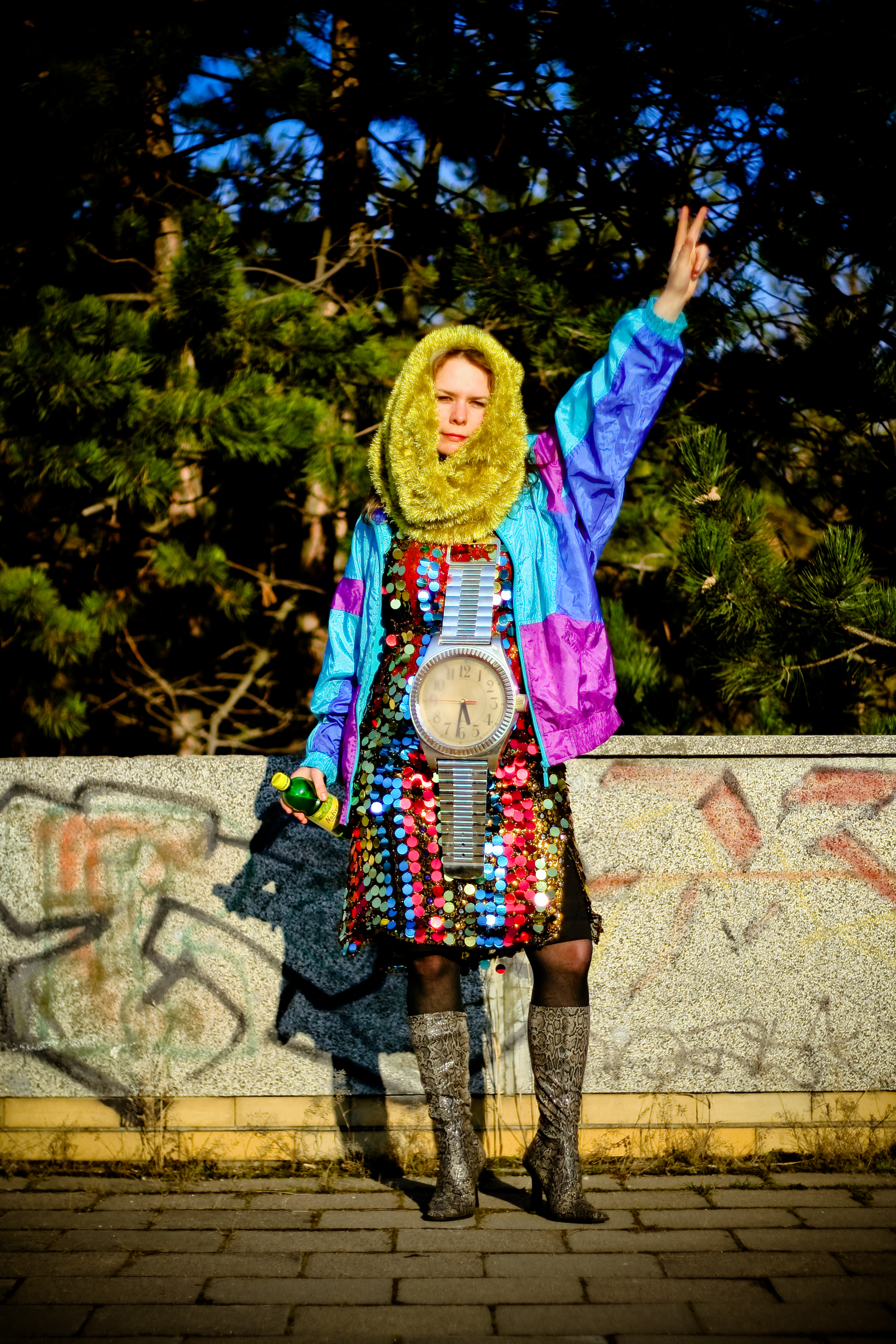
Brno (2008)
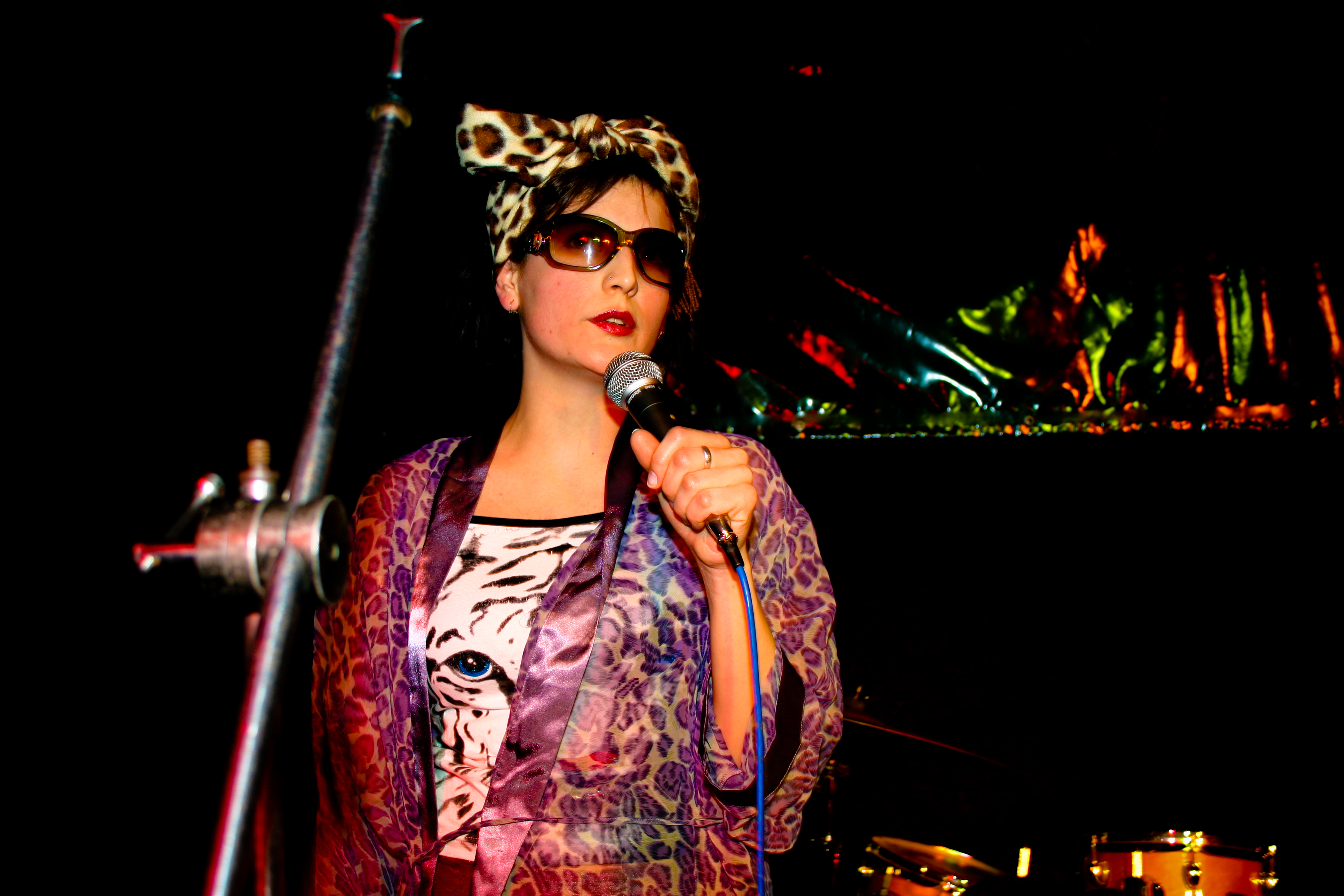
Kyjov (2008)
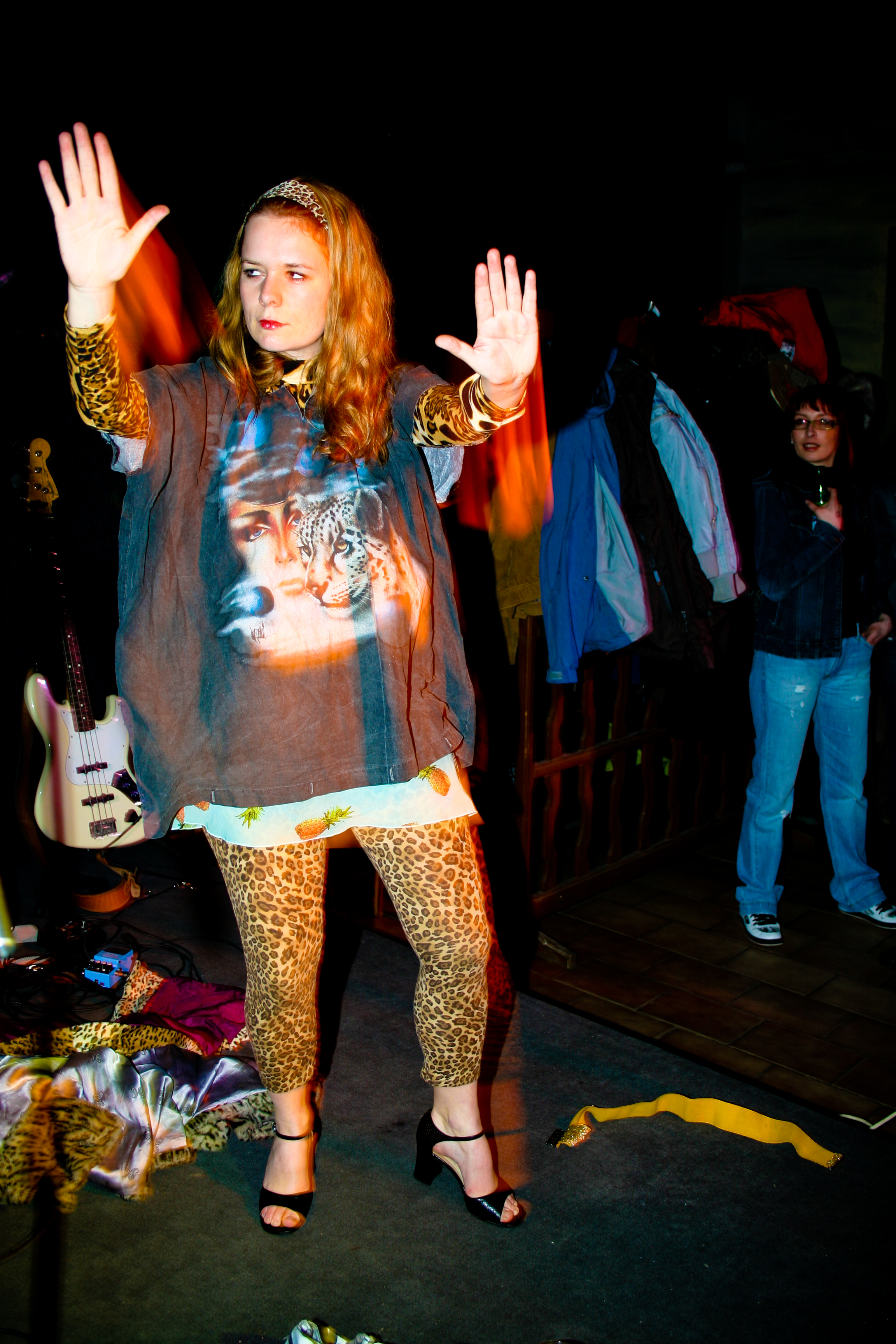
Kyjov (2008)
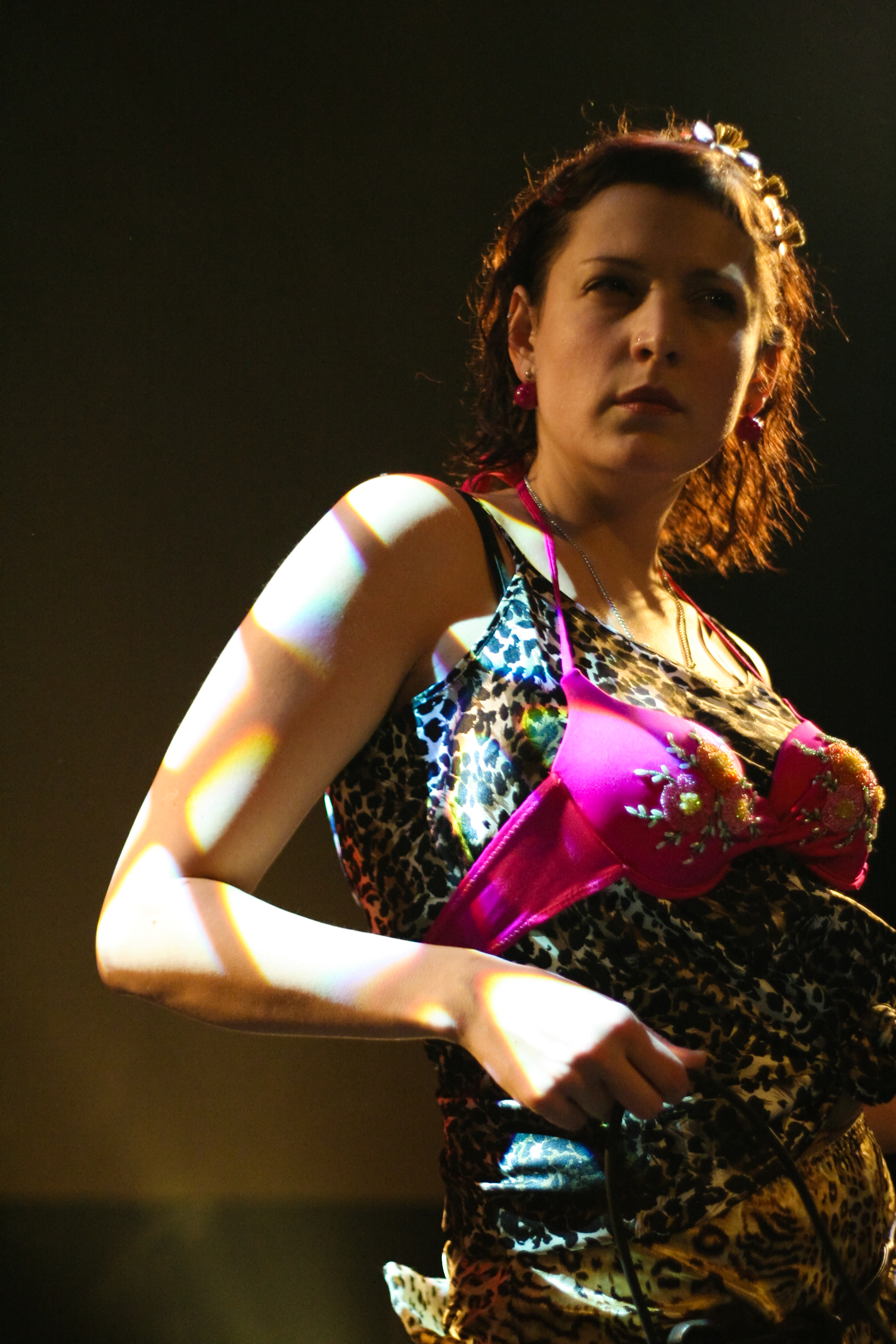
Fléda Brno (2009)
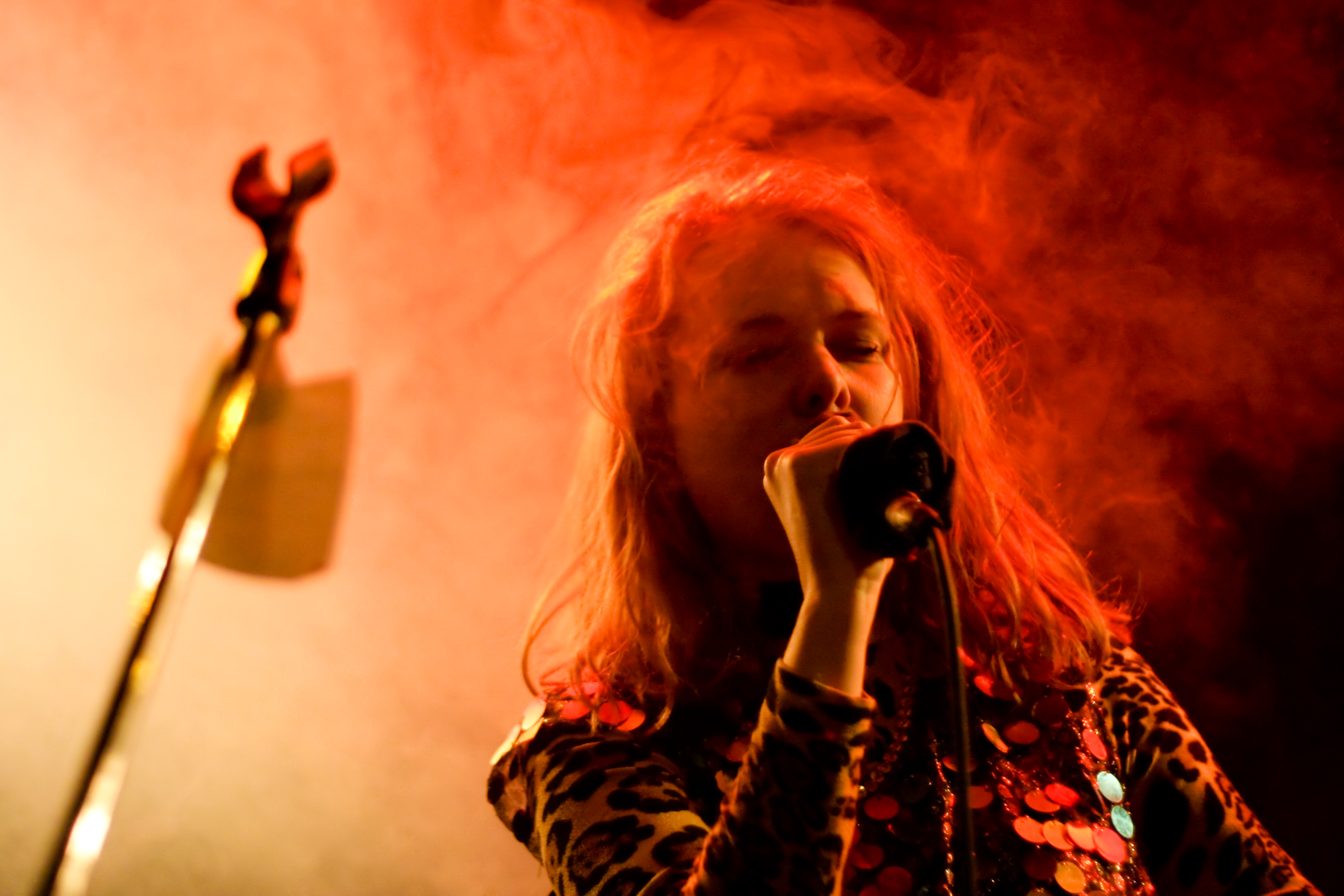
Fléda Brno (2009)